# トッキュー!!
『トッキュー!!』は、原作：小森陽一、作画：久保ミツロウによる日本の漫画。『週刊少年マガジン』（講談社）にて、2004年6号から2008年33号まで連載された。海上保安庁第三管区海上保安本部羽田特殊救難基地をモデル題材としている。タイトルの由来は、創設当時の隊名の「特殊救難隊」の略称「特救隊」から。
単行本は全20巻（講談社コミックス）。第12巻では『ゴッドハンド輝』と共演している。
ちなみに第11巻時点で、作中での時間は2005年4月以降ということになっているが、100km行軍時（作中では2004年冬）に盤が当時発売されていなかった種のiPodを所持していたり、嶋本が「2006年度推薦」（同じく2004年冬）のシールがある本を読んでいたりと、一部に時代設定上のずれが生じている。

## あらすじ
主人公の神林兵悟は20歳、第七管区佐世保海上保安部所属の海上保安官であり、新米潜水士。彼は漁に出たまま戻らない父親を待ち、ずっと海を眺めていた経験からこの職に就いた。
ある海難をきっかけにトッキュー第3隊隊長の真田甚、通称「神兵」と出会い、その救助姿に、トッキューに憧れを抱くようになる。数か月後、1位になればトッキューへいけるという第七管区、第十管区合同潜水技術競技会を経てトッキューへ。ひよこ隊として4人の仲間兼ライバルと共に4か月の訓練に取り組み、途中、仲間の除隊や大喧嘩・苦悩も有ったがそれらも乗り越え、見事トッキューの隊員となった。そして兵悟は今日もまた、全国各地で起こっている海難に立ち向かう。

## 登場人物
神林兵悟（かんばやし ひょうご）
主人公、身長169cm・O型の19-20歳。長崎県佐世保市出身。大家族で女系兄妹の長男坊。
高校卒業後に海上保安官として就職し、地元の第七管区佐世保海上保安部所属の新米潜水士になる。巡視船「しらは」乗船。幼い頃、漁師であった父親が漁に出たまま帰港しなかった経験や、子供時代に共に溺れたユリを助けたという勘違い（本当は漁師に助けられた）から潜水士になった。父親は行方不明のままで失踪者状態である。
前向きで正義感が強く、またレスキューに対して積極的である。女・酒・タバコ等に興味はなく未だにD-T（童貞）。裸眼視力6.0の持ち主で海中でもその視力が衰えないことが嶋本により判明。ある海難がきっかけで通称「神兵」である真田甚を知りトッキューを目指すようになった。その後西海橋での海難・漂流等を経験したが念願のトッキューへの異動を果たし、上京する。
転勤後は横浜の官舎で一人暮らしをしていたが、ユリやスミレとルームシェア状態に。兵悟の姉はユリの恋愛を手伝っているようである。
橋本ユリ（はしもと ユリ）
身長166cm・A型の19歳-20歳（7巻より。作中で成人式を迎えているため、現在は不明）。長崎県佐世保市出身で一人娘。Fカップ。
子供時代に兵悟と共に溺れる。兵悟に救助された経験がある（父の操縦する遊覧船「うーふぁ」に乗船していた際）。それ以来、兵悟に惹かれ何度もアタックを試みるが兵悟の多忙さや鈍感さもあって、あまり効果は無かった。後に、兵悟にちゃんぽんを作るため上京した際に兵悟宅に一泊したこともあるが進展無し。元々は保育士を目指し短大に通っていたが、トッキュー入りした兵悟を追って上京し、看護師になるべく改めて勉強している。ルームシェアをしようとしていた友人らに裏切られ、兵悟とスミレと同居することになった。
真田甚（さなだ じん）
第三管区出身、元・特殊救難隊第三隊隊長。現、特殊救難隊六隊隊長。兵悟・盤・星野の憧れの存在。坂崎とは潜水研修同期。最速で隊長になる。
彼が出動した海難で救えなかった要救助者はいないという所から「神兵（しんぺい）」と呼ばれている。普段は冷静沈着だが、突然爆弾発言・行動をしたり、救助のこととなると周りのことが見えなくなってしまうのが玉に瑕。西海橋海難時に無茶な救助を行おうとした兵悟を助けたが、逆に自身が船内に取り残されてしまい兵悟に助けられた。それ以来、兵悟のことを注目するようになる。ちゃんぽん好き。1年間インドネシアに派遣されていたが現在は帰国。
石井盤（いしい めぐる）
福岡海上保安部巡視船「らいこう」出身、特殊救難隊第六隊所属。出身は佐賀県唐津市。緑メッシュ・セルフレームの黒縁眼鏡使用・よくiPod等で音楽を聴いている（良く聞いているのはBerryz工房らしい）。初対面の時は気さくだったが、兵悟が真田を救ったことを知ると一変、それ以降兵悟の永遠のライバルとなる。
元々は消防士だったが、消火活動中に出会った真田を追い海保・トッキュー入りした異色の潜水士である。そのため、リペリング降下などの技術的な面は人より優れる。一匹狼・生意気な性格で考えの相違からよく兵悟と対立。60話では殴り合いの喧嘩をした。「わしたか」機長の五十嵐に惚れており、「恵子たん」と勝手に呼んでいる。兵悟と違いD-Tではない（自称）。実家は酒屋。両親は共に教師。オールナイトで『シベリア超特急』を見に行ったり、アキバアイドルのコンサートに行ったりと、ディープな一面が時折露出しているが、本人は至って気にしていない模様。
嶋本進次（しまもとしんじ）
元・特殊救難隊第三隊副隊長。現、特殊救難隊第三隊隊長。保大時に真田に出会い、それがきっかけで潜水士を目指すようになった。1巻では小柄な体躯を生かしたレスキューを見せた。真田がインドネシアに派遣されるまでは真田のバディだったと思われる。指導者としても優れており、叱咤激励をしながら兵悟達ヒヨコを育てた。現在は機動救難班の班長を務める。

### 西海橋編
神林兵悟（かんばやし ひょうご）
前項を参照。西海橋編で1週間の自宅謹慎処分となる。20話で坂崎宅に謝罪に行く話が描かれている。
橋本ユリ（はしもと ユリ）
前項を参照。遊覧船「うーふぁ」に偶然乗船している。事故の際、父から「ここからはお前が船長だ」と言われ、全員生還に尽力する。
真田甚（さなだ じん）
前項を参照。同時に入院していた兵悟よりも早く退院する。兵悟いわく「同じ人間とは思えん」ほどの回復力。
坂崎太一郎（さかざき たいちろう）
「しらは」時代の上司で潜水士（班長）妻に2人の子持ちだが合コン好きらしい。2人目の子供が生まれ、マイホームを購入するも西海橋編で3か月の減俸処分となる。真田とは潜水研修同期であり、自身もトッキューを目指していたが、要救助者救出中に腰を痛め夢を果たすことは出来なかった。
櫻井佳弘（さくらい よしひろ）
「しらは」時代、兵悟とバディを組んでいた。兵悟が来るまではトッキュー行き最有力候補であった。兵悟のトッキュー入り後、見学に来ていた女子高生に恋をしたが玉砕する。
三井啓二（みつい けいじ）
「しらは」船長。穏やかな雰囲気。モデルとなる人物が実在する。
橋本周蔵（はしもと しゅうぞう）
橋本ユリの父親。および遊覧船「うーふぁ」船長。救助の際に兵悟に左手首を折られるも、真田・兵悟両名によって無事生還。のちの漂流編で兵悟の捜索に尽力する。
うーふぁと衝突した船の持ち主（名前不明）
遊覧船「うーふぁ」と衝突する。その後、証拠隠滅のために自身の船を沈ませる工作を図る。しかし船を兵悟に見つかり事件の真相が発覚する。

### うみまる・うーみん編
うみまる
アザラシをモチーフとした海上保安庁のマスコットキャラクター。誕生日：平成10年4月10日、身長：約2m、体重：約100kgとお相撲さんかプロレスラー並み。しかしまだ8歳。階級は二等海上保安正（兵悟より上）。着ぐるみの中身は兵悟。
うーみん
同じく海上保安庁のマスコットキャラクターで、うみまるの妹。誕生日：平成14年5月12日、身長1m85cm、体重・スリーサイズ：ナイショらしい。一応まだ4歳。階級は三等海上保安正。着ぐるみの中身は櫻井。そのため、うーみん（櫻井）の方が身長が高くなってしまい、身長逆転現象が起こってしまった。
ミツル君（みつるくん）
うみまるに飛び蹴りをかますというやんちゃぶり。通称ケンカ番長ミツル君。タテゴトアザラシのうみまるをシロクマと言ったりする。うみまるに食べられかける。その後、船のアンカーの穴に入り込んでしまい、落ちかける。結果として落ちるが、海上の兵悟の挑発にミツル君キックをして海中に入り、一命を取り留める。
船長
ミツル君が入り込んでしまった船の船長。うみまるのミツル君への挑発を的確に解説してる人。この船長もタテゴトアザラシのうみまるをシロクマと間違える。

### 第七管区、第十管区合同潜水技術競技会編
神林兵悟（かんばやし ひょうご）
前項を参照。大会成績はドルフィン：7分01秒03、ライフゼム装着競技2位、結索競技2位、海中結索競技6位。総合成績3位（40点）。裏MVP。
下津浦宏（しもつうら ひろし）
福岡海上保安部「らいこう」所属。潜水班班長。中華料理屋「福福飯店」にて坂崎の発言を受けて「メニューのこっからココまで」と大量に注文する。
石井盤（いしい めぐる）
前項を参照。福岡海上保安部「らいこう」所属。大会成績はドルフィン（1回目）：7分00秒00、（2回目）：6分59秒98、ライフゼム装着競技1位、結索競技6位、海中結索競技1位。総合成績1位（78点）。中華料理屋・競技会序盤では兵悟に対してもフレンドリーに接していたが、兵悟の方が真田に注目されていると知った途端豹変。以来兵悟をライバル視するようになった。
外本健生（ほかもと けんせい）
鹿児島海上保安部「ふどう」所属。潜水班班長。中華料理屋「福福飯店」にて坂崎の発言を受けて「しらは」の注文の倍を注文する。
川原達也（かわはら たつや）
鹿児島海上保安部「ふどう」所属。双子の和也がいる。総合成績2位（62点）元ネタは『タッチ』の上杉達也。
川原和也（かわはら かずや）
鹿児島海上保安部「ふどう」所属。ドルフィン競技の際、ブラックアウトし、兵悟、真田によって救助されている。達也とは双子の兄弟。由来は上杉和也。

### 漂流編
神林兵悟（かんばやし ひょうご）
前項を参照。ユリに誘われて海へ。そこで出会ったエリコが溺れていると察し、海へ入る。しかしエリコと共に離岸流で岸から離されてゆく。エリコに励まされながら、最終的に自分で奇跡を起こし（燃えるものに、ペットボトル虫眼鏡で火をつけて狼煙をあげた）生還した。
橋本ユリ（はしもと ユリ）
前項を参照。学校の友人に“ウワサの兵悟”と共に誘われる。「苫小牧慕情（作詞作曲ユリ本人）」を歌ったりして一人身を楽しんでいたが、エリコに打ち解けて、麦藁帽子をエリコにあげたり、兵悟を含めた3人で遊ぶ。健康安全お守り（亀山八幡宮）を兵悟に渡した直後、兵悟は漂流することになる。スタイルは兵悟を“急速充電（要するに興奮）”させるほど。Fカップであるためと思われる。
絵里子（エリコ、えりこ）
ユリにナンパをしている男にビーチボールを投げつけてユリを助けた。イカマヨのフロートを持っている。毎日、母親の仕事が終わるのを待って一人で過ごしている。兵悟、ユリらと打ち解けて遊んでいたが、その後イカマヨに乗り沖へ流される。助けに来た兵悟もろとも離岸流によって漂流する。

### ヒヨコ隊編
ヒヨコは特殊救難隊に配属され、約4か月間の訓練を受けている潜水士に付けられる名称。その教育編成をヒヨコ隊と呼ぶ（もちろん海上保安庁の正式名称ではない）。
神林兵悟（かんばやし ひょうご）
前項を参照。第七管区佐世保海上保安部所属「しらは」出身。
石井盤（いしい めぐる）
前項を参照。福岡海上保安部巡視船「らいこう」出身。
佐藤貴充（さとう たかみつ）
小樽海上保安部巡視船「ゆきしろ」出身。兵悟・盤からは「たかみっちゃん」と呼ばれている。ひよこ隊の中では一番体格が良いがうっかりとした所が多い。訓練内容に耐え切れず官舎（星野宅）の窓を割り脱走したこともある。
大羽廣隆（おおば ひろたか）
広島海上保安部巡視船「あらかぜ」出身。スタジオジブリ（特に『耳をすませば』）が好きで、作中でもジブリ作品内に出てきた台詞を改変した物を多々発言している。広島東洋カープのファンらしく、100km行軍の時はカープの帽子を被っていた。潜水時間5分という特技を持っているが披露されていない。
星野基（ほしの もとい）
横浜海上保安部巡視船「おず」出身。真田は顔を合わせたことはないものの中学・高校・海保大の先輩である。ひよこ隊の中では優しい性格で、「居心地が良い」と彼の部屋にひよこ全員が集まることも多々あった。学生時代、模試・陸上の記録を塗り替えていった真田に憧れ、一時はトッキューに入隊するも、判断の甘さ・焦りから事故を起こし、それを指摘されて特救隊を離れることにした。だが、真田からの提案により救急救命士を目指すことになり、救急救命士の勉強をしつつ再び「おず」勤務に戻った。その後も兵悟達と個人的な付き合いは欠かしていないようで、作中にも良く登場する。
嶋本進次（しまもと しんじ）
第三管区（千葉）出身、元第五管区勤務。通称軍曹（兵悟達を泣かせる"鬼軍曹"）。独身。特技は腹筋しながら素登り。千葉出身だが昔関西圏での勤務があったため関西弁を使用。普段は高圧的な態度・言動だが真田隊長、五管勤務時に世話になった五十嵐機長には腰が低い。背が人より小さいのを気にしている。ひよこ編時では三隊副隊長であった。
五十嵐恵子（いがらし けいこ）
元第五管区勤務。現在は大型高性能ヘリ「わしたか」（最大速度315km/h、航続距離1,215km、最大運用重量10,500kg）の機長。冷静沈着でバレーボーラー体型、見かけによらず休日は『ジパング』を一気読みするなどのインドア派。真田とは海上保安大学校で同期。恋愛感情は今のところ見受けられないが、メグルは一目見た時から五十嵐に好意を抱くようになった。
体型に合わず大食いであったり、観覧車で一人酒を飲んでいたりと豪快な面を持つ。
富岡（とみおか）
「わしたか」副機長
三田（みた）
「わしたか」通信士
的野（まとの）
「わしたか」整備士・ホイストマン（メインホイスト）
高柳（たかやなぎ）
「わしたか」整備士・ホイストマン（サブホイスト）

### 特殊救難隊（トッキュー）三隊所属 編

#### 三隊
神林兵悟（かんばやし ひょうご）
前項を参照。特殊救難隊第三隊隊員。潜水担当。
嶋本進次（しまもと しんじ）
前項を参照。今期より昇格。特殊救難隊第三隊隊長。本当ならば大羽か盤を三隊に入れようと思っていたが、真田の進言で兵悟を選ぶ。一ノ宮にも何かあるらしく、敬語を使っている。
一ノ宮一陽（いちのみや かずあき）
特殊救難隊第三隊副隊長。機関科出身。愛知県出身で三隊唯一の妻帯者。嶋本より年上。趣味はパチスロ。前ひよこ隊教官であり、兵悟たちの次のひよこ隊では、再び教官に当たる。通称一ノ宮塾長。体操時に兵悟に「距離が近い人」と思われた。兵悟を「兵悟ちゃん」と呼ぶ。海難対処時や訓練中に、何度も隊長である嶋本に指示を乞い、よく嶋本にプレッシャーを与えている。本人曰く「乳よりケツ派」らしい。
高嶺嘉之（たかみね よしゆき）
特殊救難隊第三隊隊員。救急救命士の資格を持ち救急担当。第十一管区出身。元三隊隊員で、当時隊長だった真田や副隊長の嶋本と共に1巻より登場、真田の無茶な行動にも驚くことなく付き添うある意味超人。睫毛が長く、常に冷静沈着・人に優しい性格のため個性派揃いの三隊内では唯一の癒し的存在となっている。筋肉はふわふわで良い薫りがするらしい（しらは船員談）。頂き物のお菓子をいつも最初に開ける。
大口誠治郎（おおくち せいじろう）
特殊救難隊第三隊隊員。レンジャー担当。鹿児島県出身。兵悟の1年先輩に当たり、後輩ができたことに喜びを隠せなかった。名前の通りおしゃべりで明快な性格だが、時折その性格とはかけ離れた一面も見せる。イカ運搬漁船、と聞いただけで硫化水素漏れの危険を察知するなど、頭の回転が速い所も見せる。三隊の中で唯一「兵悟」と名を呼び捨てにしている（他の隊員は「神林」）。
佐々木小鉄（ささき こてつ）
特殊救難隊第三隊隊員。火危担当。函館出身。心の扉は北の永久凍土で閉ざされたまま（大口談）だが、烏帽子島の訓練でなかなか上手く行かない兵悟に熱心に指導したり、ボンベも背負わない・半裸の状態で厳冬の湖に沈んだ高校生を必死で救助するなど熱い一面も持つ。朝は兵悟と大口を自分の車に同乗させ出勤している。

#### 一隊
黒岩貴男（くろいわ たかお）
特殊救難隊第一隊隊長。子持ちで、名は魁一。目元には影が落ち、豪快な言葉遣い・笑いをする、正に「軍曹」。
佐藤貴充（さとう たかみつ）
前項を参照、特殊救難隊第一隊隊員。

#### 二隊
南部智之（なんぶ ともゆき）
特殊救難隊第二隊隊長。現在は真田に次ぐインドネシア派遣のためジャカルタにいる。
大羽廣隆（おおば ひろたか）
前項を参照。特殊救難隊第二隊隊員。憧れの二隊隊長の隊に配属され涙を流して喜んだ。大晦日は海難対応に追われ、やっと帰宅準備をしたもののすぐに待機のため呼び出されることになってしまった。

#### 四隊
石井盤（いしい めぐる）
前項を参照。特殊救難隊第四隊隊員。インドネシア派遣のため、真田が日本にいないことや上司である押尾を尊敬出来ないことが重なり一時は基地長にも報告するほど、除隊を検討した。しかし、実は押尾が自分の想像以上に救助スキルを持つ人物であることに気付き、彼の元で1年を過ごすことを決めた。結婚式での四隊の出し物を決める際、当初は赤褌にハンドベルという格好をさせられそうだったが、下ネタ嫌いだったため人間筆文字を提案し、採用された。
押尾勉（おしお つとむ）
特殊救難隊第四隊隊長。あだ名はオッシー。盤（めぐる）をバンちゃんと呼び、どうしようもないギャグが好きな所は盤に「殺意さえ覚え」られた。また、隊長でありながら海難時に見せた優柔不断な面・他の隊員の意見に従う所から一時盤からの尊敬を失っていたが、6〜8ノットで流される船内からの救助を達成し、盤に「こん人何者や?」と思わせた。結婚式での四隊の出し物では、被り物のイチゴにサングラス・ビキニパンツのスタイルで登場、好評を博した。
長倉（ながくら）
特殊救難隊第四隊副隊長。ヒヨコ隊と黒岩隊の合同訓練の時に一隊で手首を怪我していて真田隊長が代わりに訓練をした。

### 新型降下器開発編（兵悟・海上保安学校時代編）
神林兵悟（かんばやし ひょうご）
前項を参照。第一隊が海上状態悪化で要救助者の救助を断念したことから降下器の開発を開始した。しかし、試作段階の降下器を盤が実際の救難に使用して重体になり、ショックを受ける。その数日後、海上保安学校（以下「保校」）時代の恩師の近藤や、盤の祖母のとらに会い、再び降下器改良を進めることとなる。
神林兵悟（かんばやし ひょうご/保校時代回想シーン）
前項を参照。「神林家の男子は海で死ぬ」というループを断ち切るため、海保に入った。実際には女性ばかりの家族から、自立する目的も少なからずあった。補欠で入学、他の生徒よりも遅れて入校する。入校初日から規則違反、海で人命救助をしたのに厳重注意と、兵悟にとってはかなり厳しい世界だった。近藤教官とはこの頃出会い、また潜水士を目指し始めたのもこの頃である。
石井盤（いしい めぐる）
前項を参照。兵悟・貴充達が開発した降下器を勝手に持ち出し、実際の海難で使用するが、ヘリからの降下の際に船の柱に激突し海上へ落下。横浜市内の病院へ救急搬送される。それ以来、意識不明（最低5日）となり集中治療室にて治療を受けていたが現在は回復。意識が戻った際に、まさに降下しようとしていた兵悟に新降下器の欠点を伝えた。
橘（たちばな）技術主任
海上保安試験研究センター技術主任。新型降下器を開発した。昔はレスキュー志望だったが技術者として認められレスキューを断念し陸に上がり技術者となる。兵悟の発言に冷静にツッコミを入れたりする冷淡な一面を持つが、やり始めたことは自分が納得するまでし続けるという情熱の持ち主で、実際に血糖値が下がり倒れるまで降下器の開発したり、不眠不休で開発を進めたりしている。
黒岩貴男（くろいわ たかお）
前項を参照。四菅の貨物船座礁事故にて隊員尾瀬に降下不可と指示した。その後新型降下器の開発を進める立場となる
押尾勉（おしお つとむ）
前項を参照。盤の事故の原因が自分の判断ミスだったと判断し、自らトッキューを辞任した。辞任後の現在は高知に転勤。
尾瀬（おぜ）
特殊救難隊第一隊所属。四管の貨物船座礁事故にて危険を顧みず降下しようとした。第一隊の中で降下技術はトップ。
長倉（ながくら）
特殊救難隊第四隊副隊長。押尾隊長辞任に基づき隊長代理となる。押尾隊長の辞任などのストレスを新型降下器にぶつける。
近藤慶太郎（こんどう けいたろう）
大浜商船高等専門学校航海科教官。一等航海士・チーフオフィサー（通称チョッサー）。兵悟の保校時代の恩師。保校の潜水部顧問もしていた。潜水士第一期生。幼少時代の兵悟を救助した人物でもある。帆船龍精丸の座礁事故に遭い、太股を負傷する。
轟（とどろき）
海上保安学校時代の兵悟の班の班長。兵悟にお兄ちゃんと呼ばれそうになる。
石井とら（いしい とら）
盤の祖母。育ての親。ショートホープを愛煙している。兵悟、盤2人を異風者（いひゅうもん）と称した。
外田（そとだ）
大浜商船高等専門学校学生。帆船龍精丸の座礁事故に遭う。マストのロープの修復に尽力し、危険な目に遭うが兵悟によって救助される。メガネの方。
常峰（つねみね）
大浜商船高等専門学校学生。帆船龍精丸の座礁事故に遭う。マストのロープの修復に尽力し、危険な目に遭うが兵悟によって救助される。メガネではない方。

### 真田インドネシア編
真田甚（さなだ じん）
前項を参照。前・特殊救難隊第三隊隊長。1年間インドネシアに派遣されていた。
有明ミムラ（ありあけ ミムラ）
JICA職員としてインドネシアに派遣されている日本人女性。真田より年上。顔は肌の色以外、嶋本とそっくりで冷静な真田を焦らせる。細身で貧乳。最初インドネシアにあまり馴染めなかった真田にアドバイスをする。日本に婚約者がいたらしいが、逃げられた。
アスリ（Asli）
専用車の運転手。顔は肌の色以外、兵悟とそっくり。真田を混乱させる。既婚者で、妻はユリそっくりである。
アルマン（あるまん）
インドネシア警備救難局沿岸警備隊（KPLP）の基地長。
ルスタン（Rustam）
インドネシアのトッキュー隊員。
顔は盤にそっくり。家族や親戚は皆先の地震の津波で死んだと告げる。

### 展示訓練編
神林兵悟（かんばやし ひょうご）
前項を参照。
橋本ユリ （はしもと ユリ）
前項を参照。帰宅途中に電車内で露出狂に目をつけられてしまったところをすみれに助けてもらった。
武山すみれ（たけやま すみれ）
兵悟の保校の同期。本庁勤めになった年の3月までは巡視船に乗務していた。現在は霞が関にある本庁の「政策評価広報室 報道係」勤務。兵悟のことが好きだったと兵悟に告白する。再会してからは不明。新六隊隊員武山直美の双子の妹。痴漢より救った後に、展示訓練で再び出会ってユリと親しくなった。ユリと兵悟とルームシェア中。すみれ曰く「ユリは妊娠させたいほど可愛い」。

### 特殊救難隊（トッキュー）六隊所属 編

#### 六隊
神林兵悟（かんばやし ひょうご）
前項を参照。特殊救難隊第六隊隊員。レンジャー担当。念願の真田隊入りを果たした。
石井盤（いしい めぐる）
前項を参照。特殊救難隊第六隊隊員。潜水担当。彼も念願の真田隊入りを果たしたものの、同じ隊に兵悟がいるのが気に食わないらしく、不機嫌な表情が多い。所属後、後輩の武山の行動に対しよく「ウザい」と愚痴をこぼすようになった。
真田甚（さなだ じん）
前項を参照。特殊救難隊第六隊隊長。隊長・副隊長以外25歳以下というメンバー編成に周囲の反対を受けたが考えがあるらしくこの6人で1年間やり抜くことを決意した。
高嶺嘉之（たかみね よしゆき）
前項を参照。特殊救難隊第六隊副隊長。今隊より昇格。彼の背後に花が咲き乱れたように見え、兵悟自身も顔が少女漫画風になるほど、彼と同じ隊であることに喜んでいるようだ。隊員の制服の乱れに関してのチェックは厳しい。
武山直美（たけやま なおよし）
特殊救難隊第六隊隊員。救急担当。新潟県の山側出身。体格に恵まれ、レンジャー能力も高い。しかし暗所恐怖症であった。それが原因となり兵悟を入院させる羽目になる。龍精丸座礁事故時に乗員救出に向かったのが兵悟だと知り、ずっと憧れを抱いていた。ひよこ隊当時から兵悟を目標と言ってはばからず、また、同じ隊に所属することが決まってには大いに喜んだ。逆に盤のことはあまり好きではないようだが、誘われればアイドルのコンサートに付き合ったりもする。何かあると自分を責めて泣く傾向が強いように見受けられる。兵悟の保校同期であるすみれとは双子（兄）にあたる。ただし、フリーターをやっていたため、兵悟の1年後輩。たま喫煙するが、必ず屋外に出ている。
安堂龍（あんどう りゅう）
特殊救難隊第六隊隊員。火危担当。見た目は老けているようだが25歳以下である。兵悟が三隊に所属した前年には別の隊に所属していた。バイク事故のため、総員集合日に遅刻してきた。真田のことは苦手。六隊で一番の常識人であり苦労人。大口とはトッキュー同期である。

#### 一隊
黒岩貴男（くろいわ たかお）
前項を参照。特殊救難隊第一隊隊長。貴充を再び自分の隊に入れた。
佐藤貴充（さとう たかみつ）
前項を参照。特殊救難隊第一隊隊員。再び黒岩隊に配属され、同郷の佐々木とも同じ隊になり喜びを隠せない。
佐々木小鉄（ささき こてつ）
特殊救難隊第一隊隊員。同郷の貴充に対しフレンドリーに接している。

#### 二隊
花居知孝（はない ともたか）
特殊救難隊第二隊隊長。競技会編にて登場。

#### 三隊
嶋本進次（しまもと しんじ）
前項を参照。特殊救難隊第三隊隊長。
大口誠治郎（おおくち せいじろう）
前項を参照。特殊救難隊第三隊副隊長。海保大出身のため、入隊後わずか3年目にして嶋本に副隊長に任命される。
大羽廣隆（おおば ひろたか）
前項参照。特殊救難隊第三隊隊員。潜水担当。自身をトッキューへと誘ってくれた元二隊隊長が真田の後任としてインドネシアへ派遣され、更に新隊長がひよこ隊教官だった「鬼軍曹」嶋本となり、正に『泣き面に蜂』状態。

#### 四隊
長倉賢司（ながくら けんじ）
特殊救難隊第四隊隊長。事故の責任を取り辞任した押尾の後を継いでの就任。
一ノ宮一陽（いちのみや かずあき）
前項を参照。特殊救難隊第四隊副隊長。

#### 五隊
屋良一平（やら いっぺい）
特殊救難隊第五隊隊長。競技会編にて登場。なお、兵悟が三隊に所属していた時の五隊の隊長は、年度が変わる時に特救隊を引退した。

#### トッキュー!!競技会編
南条宰司（なんじょう さいじ）
初代トッキュー創設メンバーの一人。基地長だった奥村が小樽へ異動となるのと交代で、新基地長に赴任した。奥村の先輩であり、昔奥村が世話になった人でもある。温厚な奥村とはまる正反対であり、無理難題を「軟弱になった」隊員らに言い渡す。六隊を特に目の敵にする。各隊対抗競技会を開いた当初は、総合成績が最下位の隊の解散（隊長は再度海外派遣）を言い渡していたが、六隊が疲労困憊ながらも流速5ノットの壁を超え、心を動かされ存続が決まった。
喜多川（きたがわ）
トッキュー初代隊長。このほか、歴代の隊長やOBらが競技会の噂を聞きつけ多数参集した。それらの中では南条もタダの人であった。
なお、競技会編の途中に、真田と嶋本の海上保安大学校時代の話が挟まれている。入学したばかりの嶋本は、先輩である真田を勝手にライバル視していたが、ことごとく真田に負かされていた。

#### ハイパーレスキュー編
火災現場で真田と檜垣が再会した事をきっかけに東京消防庁のハイパーレスキューに研修で入隊する事になる。研修中に船舶火災が発生し消防と海保が連携して救出活動を行うことになる。
檜垣健人（ひがき けんと）
東京消防庁第二消防方面本部の消防救助機動部隊小隊長、消防司令補。真田とはコッキンタイ（国際緊急援助隊）に派遣された時からの知り合い。
宮本信也（みやもと しんや）
東京消防庁第二方面消防本部消防救助機動部隊隊員。なお、隊員らは、皆、檜垣の怖いもの知らず振りに心配している。

#### ダムレスキュー編
第十一管区海上保安本部に機動救難班が発足する事が決まり、六隊副隊長である高嶺が初代隊長として任命され（二等海上保安正に昇格）、オレンジを脱ぐことになった。副隊長が欠ける六隊は、次期副隊長を誰にするか迷っていた。本来は、石井が安堂や武山に食事をおごり立候補する気でほぼ石井で確定だろうと思われていたが、高嶺が神林の腕を無理やり挙げさせ、六隊副隊長争いが勃発した。
井上真里亜（いのうえ まりあ）
日本フジ放送の新人アナウンサー。通称イノマリ。「密着GOGO!!」というテレビ番組の取材で六隊に密着することになった。一生懸命さと乳揺れしかまだ売りがない。
新原邦一（しんばら くにかず）
瀧上ダム所長。六隊が救助作業をする間、ダムの放水を停止させるという決断で救助を支援する。しかし救助終了の知らせと同時に発生した土砂崩れによりダムのゲートを制御するコントロールセンターが機能を停止、水位がダムの負荷限界を突破してしまう。新原は手動でゲートを開くために単身ダム最深部へ向かいゲートを開くことに成功したが、浸水のために閉じ込められてしまい、隊員達の制止を振り切ってきた神林に救助される。
今回気象庁は宮城野地区に前線が居座るとの予報を出した。たった4時間で年間降水量の半分に達しようかという記録的大雨である。六隊は第八管区海上保安本部美保航空基地でヘリに乗り換えレスキューへ向かった。前項の通り、今回のミッションは海難ではなく水害である。兵悟は、無茶をし、結果的には助かったものの、高嶺は「神林君は今すぐトッキューをやめるべきです。」と言い、兵悟も自ら副隊長争いを辞退した。

#### インドネシア大地震編
前項参照のダムレスキューで、無茶をしてまで人命救助をした兵悟は、完全に自信を失っていた。そのころ佐世保へ帰っていたユリは、テレビで兵悟の無茶で危険なレスキューの実態を知る。その番組を見ていた兵悟の母にも、もう無茶はしないでくれと伝言を頼まれる。坂崎は、潜水士を引退。そして、東京に帰ったユリに、悪夢から覚めた兵悟が抱きつく。
兵悟がユリに本音を話し、トッキューを辞めると決意したその時、トッキュー基地から電話があり、緊急で呼び出された。すると、インドネシアで一晩に10万人近くの人々が亡くなるという大地震が発生したというニュースが流れ、トッキュー基地はそのことで急ぎ回っていた。そして、海上保安庁からも国際緊急援助隊として、真田、嶋本、高嶺、神林の4人の派遣がきまった。現地に着くと、ミムラさんと嶋本の出会いが実現した。そして、ジャカルタの空の下、トッキューをやめると言った兵悟に真田は自身の過去を話し出す。その後テレビの取材で兵悟がユリを一生大切にしますと、プロポーズしたが断られた。
伊藤有（いとう ゆう）
海上保安大学校同期。真田の最初のバディであり、五十嵐恵子の婚約者であった。当時とっつきづらい真田に、気軽に話しかける程、明るい性格だった。黒岩はその当時、特修科で保大にいた。伊藤はデッドラインを超え、殉職した。その際の爆発の衝撃で、真田の瞼の片目が二重になった。そのことを聞いた兵悟は、アグスという少年を助けたが、津波に巻き込まれ、行方不明になってしまう。しかし、ユリが現地を訪れ、兵悟を発見。無事生還した。帰国後、トッキューを辞めさせられた兵悟は、3年目になる潜水研修教官としての人生を送っていた。石井、佐藤、安堂のバカ3人組は、特修科で保大に。大口は特殊救難隊第四隊隊長。大羽は第四隊副隊長に昇進。嶋本は第五管区関西空港海上保安航空基地機動救難班の班長に。星野は嶋本に呼ばれ同班員に。櫻井は第七管区福岡航空基地機動救難班に。一ノ宮は第八管区美保航空基地機動救難班に。押尾は呉海上保安部巡視船「みさと」潜水班班長として、南条は保大訓練科に、真田はパプアニューギニアへの海外派遣から帰国と、皆それぞれの生活を送っていた。
そして、真田が話をしてくれたらしく、兵悟はトッキューへ復活することになった。

## 備考
ヒヨコ隊編から登場している佐藤貴充・大羽廣隆は元アシスタント名を使用している。

## 用語解説
新型降下器
12巻にて一・三隊、橘技術主任を中心とした開発チームで開発された新型の降下器。
実際、特殊救難隊・機動救難士に使用されていて、M2スライダーとよばれる。

## 携帯電話アプリの配信
- トッキュー!![1]（アプリ：海難救助アクションゲーム、ダウンロード販売）